# Las Tinajas, Guerrero
Las Tinajas är en ort i Mexiko.   Den ligger i kommunen La Unión de Isidoro Montes de Oca och delstaten Guerrero, i den södra delen av landet, 300 km sydväst om huvudstaden Mexico City. Las Tinajas ligger 51 meter över havet och antalet invånare är 235.
Terrängen runt Las Tinajas är platt åt sydväst, men åt nordost är den kuperad. Havet är nära Las Tinajas åt sydväst. Runt Las Tinajas är det glesbefolkat, med 15 invånare per kvadratkilometer. Närmaste större samhälle är La Unión, 11,6 km norr om Las Tinajas. Omgivningarna runt Las Tinajas är en mosaik av jordbruksmark och naturlig växtlighet.